# (15092) Beegees
(15092) Beegees est un astéroïde de la ceinture principale.

## Description
(15092) Beegees est un astéroïde de la ceinture principale. Il fut découvert par John Broughton le 15 mars 1999 à l'observatoire de Reedy Creek. Il présente une orbite caractérisée par un demi-grand axe de 3,0083 UA, une excentricité de 0,0302 et une inclinaison de 9,6988° par rapport à l'écliptique.
Il fut nommé en hommage au groupe britannique Bee Gees, formé par les 3 frères Barry, Maurice et Robin Gibb.

## Compléments